# Varennes-en-Argonne
Varennes-en-Argonne és un municipi francès situat al departament del Mosa i a la regió del Gran Est. L'any 2007 tenia 703 habitants.

## Història

### Fuga de Varennes
En aquesta localitat, l'any 1791, la família reial francesa va ser detinguda quan intentava fugir cap a Àustria.

## Demografia

### Població
El 2007 la població de fet de Varennes-en-Argonne era de 703 persones. Hi havia 282 famílies, de les quals 94 eren unipersonals (60 homes vivint sols i 34 dones vivint soles), 111 parelles sense fills, 56 parelles amb fills i 21 famílies monoparentals amb fills.
La població ha evolucionat segons el següent gràfic:
Habitants censats

### Habitatges
El 2007 hi havia 348 habitatges, 295 eren l'habitatge principal de la família, 26 eren segones residències i 27 estaven desocupats. 275 eren cases i 68 eren apartaments. Dels 295 habitatges principals, 182 estaven ocupats pels seus propietaris, 99 estaven llogats i ocupats pels llogaters i 14 estaven cedits a títol gratuït; 9 tenien una cambra, 13 en tenien dues, 35 en tenien tres, 75 en tenien quatre i 163 en tenien cinc o més. 201 habitatges disposaven pel capbaix d'una plaça de pàrquing. A 155 habitatges hi havia un automòbil i a 89 n'hi havia dos o més.

### Piràmide de població
La piràmide de població per edats i sexe el 2009 era:
| Homes | Edats   | Dones |
| ----- | ------- | ----- |
| 4     | 95 o +  | 4     |
| 8     | 90 a 94 | 16    |
| 4     | 85 a 89 | 24    |
| 0     | 80 a 84 | 8     |
| 4     | 75 a 79 | 24    |
| 28    | 70 a 74 | 20    |
| 16    | 65 a 69 | 28    |
| 20    | 60 a 64 | 16    |
| 12    | 55 a 59 | 12    |
| 24    | 50 a 54 | 28    |
| 28    | 45 a 49 | 24    |
| 20    | 40 a 44 | 28    |
| 24    | 35 a 39 | 20    |
| 12    | 30 a 34 | 24    |
| 16    | 25 a 29 | 20    |
| 28    | 20 a 24 | 8     |
| 28    | 15 a 19 | 20    |
| 16    | 10 a 14 | 28    |
| 0     | 5 a 9   | 8     |
| 0     | 0 a 4   | 24    |

## Economia
El 2007 la població en edat de treballar era de 375 persones, 251 eren actives i 124 eren inactives. De les 251 persones actives 221 estaven ocupades (122 homes i 99 dones) i 30 estaven aturades (16 homes i 14 dones). De les 124 persones inactives 56 estaven jubilades, 25 estaven estudiant i 43 estaven classificades com a «altres inactius».

### Ingressos
El 2009 a Varennes-en-Argonne hi havia 259 unitats fiscals que integraven 552,5 persones, la mediana anual d'ingressos fiscals per persona era de 16.195 €.

### Activitats econòmiques
Dels 36 establiments que hi havia el 2007, 1 era d'una empresa extractiva, 2 d'empreses alimentàries, 2 d'empreses de fabricació d'altres productes industrials, 5 d'empreses de construcció, 10 d'empreses de comerç i reparació d'automòbils, 4 d'empreses de transport, 2 d'empreses d'hostatgeria i restauració, 1 d'una empresa financera, 1 d'una empresa immobiliària, 2 d'empreses de serveis, 5 d'entitats de l'administració pública i 1 d'una empresa classificada com a «altres activitats de serveis».
Dels 12 establiments de servei als particulars que hi havia el 2009, 1 era una oficina d'administració d'Hisenda pública, 1 gendarmeria, 1 oficina de correu, 1 una oficina bancària, 1 taller de reparació d'automòbils i de material agrícola, 2 paletes, 2 fusteries, 1 electricista, 1 veterinari i 1 restaurant.
Dels 5 establiments comercials que hi havia el 2009, 1 era un hipermercat, 1 una botiga de més de 120 m², 2 fleques i 1 una peixateria.
L'any 2000 a Varennes-en-Argonne hi havia 6 explotacions agrícoles.

## Equipaments sanitaris i escolars
L'únic equipament sanitari que hi havia el 2009 era una farmàcia.
El 2009 hi havia una escola elemental. Varennes-en-Argonne disposava d'un col·legi d'educació secundària

## Poblacions més properes
El següent diagrama mostra les poblacions més properes.